# Relaciones España-Liechtenstein
Las relaciones España-Liechtenstein son las relaciones bilaterales entre estos dos países. Ni Liechtenstein ni España tienen embajadas en el otro, sin embargo la embajada española en Suiza está acreditada para Liechtenstein, así como su consulado en Zúrich, y la embajada suiza en España representa también a Liechtenstein. Ambos países forman parte del espacio Schengen.

## Relaciones diplomáticas
En 1919 Suiza asumió la responsabilidad de la representación diplomática de Liechtenstein, reemplazando a Austria. En los últimos años Liechtenstein ha establecido Embajadas en varios países: Bruselas, Berlín, París, Viena, Berna, Nueva York-ONU, Ginebra-ONU, Estrasburgo-Consejo de Europa. El Servicio Exterior cuenta con un total de 26 diplomáticos. Las relaciones con España se canalizan a través de las respectivas Embajadas en Berna.
A fecha de 31 de diciembre de 2014 estaban inscritos en el Registro de Matrícula Consular de Zúrich 400 españoles en el Principado de Liechtenstein. Según datos locales, el Principado contaba a finales de 2014 con una población de 366 españoles. En sentido inverso hay 34 ciudadanos de Liechtenstein que residen en España. Desde el año 2004 viene desempeñando la función de Vicecónsul honorario Markus Kolzoff.
La emigración española en Liechtenstein es relativamente reciente, habiendo llegado la mayoría de los emigrantes en la década de 1990 al 2000, procedentes principalmente de la cornisa cantábrica, especialmente de Asturias y Galicia, muchos de las mismas zonas geográficas, y la mayoría para trabajar en industrias de elaboración de productos industriales y agrícolas y en la construcción.

## Relaciones económicas
Las relaciones comerciales se encuadran en las relaciones especiales de la Unión Europea con los países EFTA, organización de la que forma parte desde 1991, por la que goza de una casi total integración comercial en los sectores industriales y de consumo, aunque no ocurre lo mismo con los productos agrícolas. Además, Liechtenstein es miembro del Espacio Económico Europeo desde 1995 (y desde ese mismo año, miembro de la OMC), por lo que la integración económica con la UE es elevada.